# General Cup 2015
Der General Cup 2015 war ein Snookerturnier, das vom 16. bis zum 21. November 2015 im General Snooker Club in Hongkong ausgetragen wurde.
Titelverteidiger war der Engländer Allister Carter, der seinen Start in Hongkong allerdings zurückgezogen hatte.
Im Finale setzte sich Marco Fu mit 7:3 gegen Mark Williams durch.

## Preisgeld
|                   | Preisgeld   |
| ----------------- | ----------- |
| Sieger            | 120.000 HK$ |
| Finalist          | 60.000 HK$  |
| Halbfinalist      | 40.000 HK$  |
| Gruppendritter    | 25.000 HK$  |
| Gruppenvierter    | 20.000 HK$  |
| Höchstes Break    | 20.000 HK$  |
| Pro Century Break | 2.000 HK$   |

## Gruppenphase
Die Gruppenphase wurde vom 16. bis zum 19. November in zwei 4er-Gruppen im Round-Robin-Modus auf Best of 7 Frames gespielt.
| Sp.  | Anzahl der absolvierten Spiele                                 |
| SG   | Anzahl der gewonnenen Spiele                                   |
| SV   | Anzahl der verlorenen Spiele                                   |
| Fr.  | Anzahl der absolvierten Frames                                 |
| FG   | Anzahl der gewonnenen Frames                                   |
| FV   | Anzahl der verlorenen Frames                                   |
| FD   | Frame-Differenz                                                |
| Pkt. | Punkte                                                         |
|      | Die zwei besten Spieler jeder Gruppe zogen ins Halbfinale ein. |

### Gruppe A

#### Spiele
| Spieler 1     | Ergebnis | Spieler 2     |
| ------------- | -------- | ------------- |
| Martin Gould  | 4:3      | Zhang Anda    |
| Zhang Anda    | 4:2      | Joe Perry     |
| Michael White | 4:0      | Martin Gould  |
| Joe Perry     | 4:1      | Martin Gould  |
| Zhang Anda    | 4:2      | Michael White |
| Michael White | 4:2      | Joe Perry     |

#### Tabelle
| Rang | Spieler       | Sp. | SG | SV | Fr. | FG | FV | FD | Pkt. |
| ---- | ------------- | --- | -- | -- | --- | -- | -- | -- | ---- |
| 1    | Michael White | 3   | 2  | 1  | 16  | 10 | 6  | +4 | 2    |
| 2    | Zhang Anda    | 3   | 2  | 1  | 19  | 11 | 8  | +3 | 2    |
| 3    | Joe Perry     | 3   | 1  | 2  | 17  | 8  | 9  | −1 | 1    |
| 4    | Martin Gould  | 3   | 1  | 2  | 16  | 5  | 11 | −6 | 1    |

### Gruppe B

#### Spiele
| Spieler 1     | Ergebnis | Spieler 2     |
| ------------- | -------- | ------------- |
| Marco Fu      | 4:0      | Mark Williams |
| Mark Davis    | 4:1      | Marco Fu      |
| Mark Williams | 4:0      | Michael Holt  |
| Michael Holt  | 4:1      | Mark Davis    |
| Mark Williams | 4:1      | Mark Davis    |
| Marco Fu      | 4:2      | Michael Holt  |

#### Tabelle
| Rang | Spieler       | Sp. | SG | SV | Fr. | FG | FV | FD | Pkt. |
| ---- | ------------- | --- | -- | -- | --- | -- | -- | -- | ---- |
| 1    | Marco Fu      | 3   | 2  | 1  | 15  | 9  | 6  | +3 | 2    |
| 2    | Mark Williams | 3   | 2  | 1  | 13  | 8  | 5  | +3 | 2    |
| 3    | Michael Holt  | 3   | 1  | 2  | 15  | 6  | 9  | −3 | 1    |
| 4    | Mark Davis    | 3   | 1  | 2  | 15  | 6  | 9  | −3 | 1    |

## K.-o.-Phase
|  | Halbfinale (Best of 11 Frames) 20. November | Halbfinale (Best of 11 Frames) 20. November |               |          | Finale (Best of 13 Frames) 21. November | Finale (Best of 13 Frames) 21. November |
|  |                                             |                                             |               |          |                                         |                                         |
|  |                                             |                                             |               |          |                                         |                                         |
|  | Michael White                               | 1                                           |               |          |                                         |                                         |
|  | Mark Williams                               | 6                                           |               |          |                                         |                                         |
|  |                                             |                                             | Mark Williams | 3        |                                         |                                         |
|  |                                             |                                             |               | Marco Fu | 7                                       |                                         |
|  | Marco Fu                                    | 6                                           |               |          |                                         |                                         |
|  | Zhang Anda                                  | 3                                           |               |          |                                         |                                         |
|  |                                             |                                             |               |          |                                         |                                         |

| Finale: Best of 13 Frames Schiedsrichter/in: Stanley Cheung General Snooker Club, Hongkong, 21. November 2015 |                |          |
| Mark Williams                                                                                                 | 3:7            | Marco Fu |
| 3:60, 55:74, 102:17 (72), 0:140 (136), 8:119 (119), 23:77, 86:0 (62), 62:63, 88:25 (82), 0:124 (124)          |                |          |
| 82 | Höchstes Break | 136      |
| – | Century-Breaks | 3        |
| 3 | 50+-Breaks     | 3        |

## Century Breaks
12 Century Breaks wurden von 4 Spielern erzielt.
| Martin Gould  | 136, 135                     |
| Marco Fu      | 136, 128, 124, 119, 111, 101 |
| Mark Davis    | 109, 107, 104                |
| Michael White | 108                          |